# Tuffi ai campionati europei di nuoto 2010 - Trampolino 3 metri maschile
La gara si è disputata il 13 agosto 2010 e vi hanno partecipato 31 atleti. I primi 12 dopo il primo turno sono stati ammessi alla finale.

## Medaglie
| Posizione | Atleta           | Paese    |
| --------- | ---------------- | -------- |
| Oro       | Patrick Hausding | Germania |
| Argento   | Il'ja Zacharov   | Russia   |
| Bronzo    | Evgenij Kuznecov | Russia   |

## Qualifiche
| Pos. | Atleta              | Nazione       | Punti  |
| ---- | ------------------- | ------------- | ------ |
| 1    | Patrick Hausding    | Germania      | 444.40 |
| 2    | Michele Benedetti   | Italia        | 434.25 |
| 3    | Illya Kvasha        | Ucraina       | 431.45 |
| 4    | Il'ja Zacharov      | Russia        | 429.40 |
| 5    | Sascha Klein        | Germania      | 425.70 |
| 6    | Evgenij Kuznecov    | Russia        | 425.05 |
| 7    | Javier Illana       | Spagna        | 415.15 |
| 8    | Constantin Blaha    | Austria       | 400.20 |
| 9    | Damien Cély         | Francia       | 378.90 |
| 10   | Tommaso Marconi     | Italia        | 378.90 |
| 11   | Chola Chanturia     | Georgia       | 378.40 |
| 12   | Andrzej Rzeszutek   | Polonia       | 371.90 |
| 13   | Matthieu Rosset     | Francia       | 366.95 |
| 14   | Jonathan Jörnfalk   | Svezia        | 364.05 |
| 15   | Grzegorz Szczepek   | Polonia       | 364.00 |
| 16   | Stefanos Paparounas | Grecia        | 359.80 |
| 17   | Yorick de Bruijn    | Paesi Bassi   | 353.75 |
| 18   | Andrea Aloisio      | Svizzera      | 352.65 |
| 19   | Christopher Mears   | Gran Bretagna | 342.40 |
| 20   | Jevgenij Koroljov   | Bielorussia   | 342.20 |
| 21   | Ramon De Meijer     | Paesi Bassi   | 334.40 |
| 22   | Ville Vahtola       | Finlandia     | 327.45 |
| 23   | Shota Korakhashvili | Georgia       | 326.65 |
| 24   | Sime Peric          | Croazia       | 322.15 |
| 25   | Oleksiy Prygorov    | Ucraina       | 316.65 |
| 26   | Alexandros Manos    | Grecia        | 314.00 |
| 27   | Marcell Turi        | Ungheria      | 309.45 |
| 28   | Ignas Barkauskas    | Lituania      | 303.85 |
| 29   | Quentin Stoudmann   | Svizzera      | 291.00 |
| 30   | Tamás Kelemen       | Ungheria      | 285.15 |
| 31   | Burak Korkut        | Turchia       | 176.95 |

## Finale
| Pos. | Atleta            | Nazione  | Punti  |
| ---- | ----------------- | -------- | ------ |
|      | Patrick Hausding  | Germania | 463.20 |
|      | Ilya Zakhavov     | Russia   | 458.15 |
|      | Evgenij Kuznecov  | Russia   | 455.80 |
| 4    | Javier Illana     | Spagna   | 445.05 |
| 5    | Sascha Klein      | Germania | 431.10 |
| 6    | Illya Kvasha      | Ucraina  | 429.90 |
| 7    | Constantin Blaha  | Austria  | 423.70 |
| 8    | Damien Cély       | Francia  | 411.60 |
| 9    | Chola Chanturia   | Georgia  | 381.50 |
| 10   | Michele Benedetti | Italia   | 375.95 |
| 11   | Andrzej Rzeszutek | Polonia  | 343.40 |
| 12   | Tommaso Marconi   | Italia   | 336.30 |